# Caspiomyzon graecus
Caspiomyzon graecus is een kaakloze vissensoort uit de familie van de prikken (Petromyzontidae). De wetenschappelijke naam van de soort is voor het eerst geldig gepubliceerd in 2010 door Renaud & Economidis.